# Bombenanschlag auf das Canal Hotel

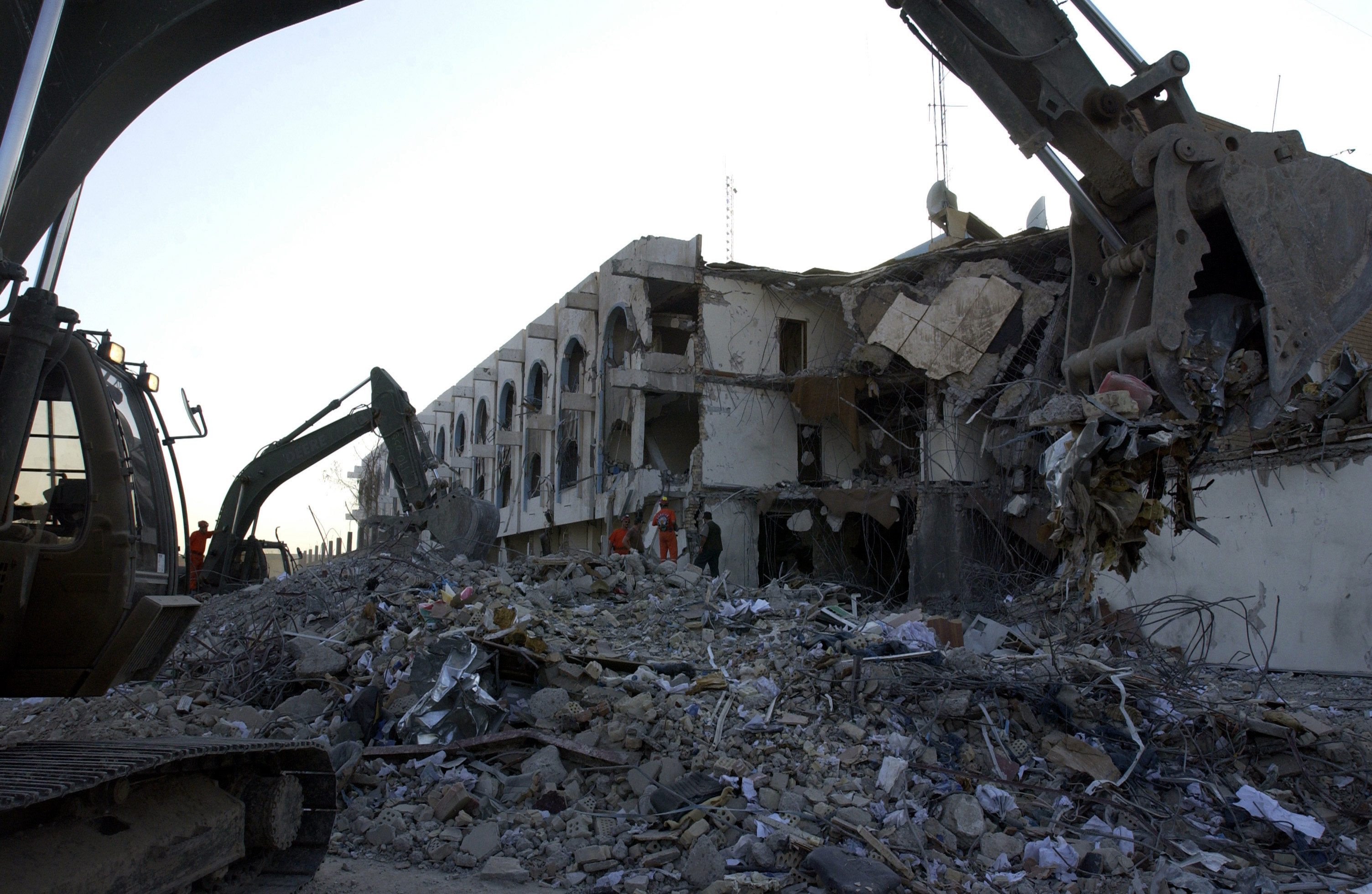
Aufräumarbeiten am Canal Hotel am 22. August 2003, drei Tage nach dem Anschlag.

Der Bombenanschlag auf das Canal Hotel war ein Autobombenanschlag im irakischen Bagdad am 19. August 2003, bei dem 22 Menschen ums Leben kamen, darunter der Hohe Kommissar der Vereinten Nationen für Menschenrechte, Sérgio Vieira de Mello. Das Canal Hotel wurde beim Anschlag zerstört. Zu dem Anschlag bekannte sich der islamische Fundamentalist und Terrorist Abū Musʿab az-Zarqāwī.

## Ablauf
Die Explosion wurde am Nachmittag des 19. August 2003 ausgelöst durch eine von einem Selbstmordattentäter gezündete Autobombe. Zum Zeitpunkt der Explosion hielt Martin Barber, Direktor des Minenräumungsprogramms der Vereinten Nationen (englische Abkürzung UNMAS), eine Pressekonferenz.
Das Tatfahrzeug wurde als ein großer Pritschen-Lkw der Marke Kamaz identifiziert. Diese in Osteuropa hergestellten Lkw waren in der Fahrzeugflotte des früheren irakischen Establishments vorhanden. Untersuchungen ergaben die Vermutung, dass die Bombe aus alten Munitionsbeständen des irakischen Vorkriegsarsenals gebaut wurde.
Die Wucht der Explosion beschädigte auch ein benachbartes Krankenhaus sowie ein Zentrum für zivil-militärische Operationen der U.S. Army. Die Schockwelle war noch über eineinhalb Kilometer weit zu spüren.
Direkt unterhalb des Büros von Sérgio Vieira de Mello befand sich das Humanitarian Information Centre des United Nations Office for the Coordination of Humanitarian Affairs, das von der Explosion direkt getroffen wurde. Von den acht Mitarbeitern und einem Besucher wurden einige sofort getötet. Sérgio Vieira de Mello und Gil Loescher überlebten zunächst schwerverletzt, waren aber in den Trümmern gefangen. In einer mehrstündigen Rettungsaktion konnte Loescher noch gerettet werden, nachdem ihm die zertrümmerten Beine amputiert wurden, Vieira de Mello starb jedoch, bevor er befreit werden konnte.

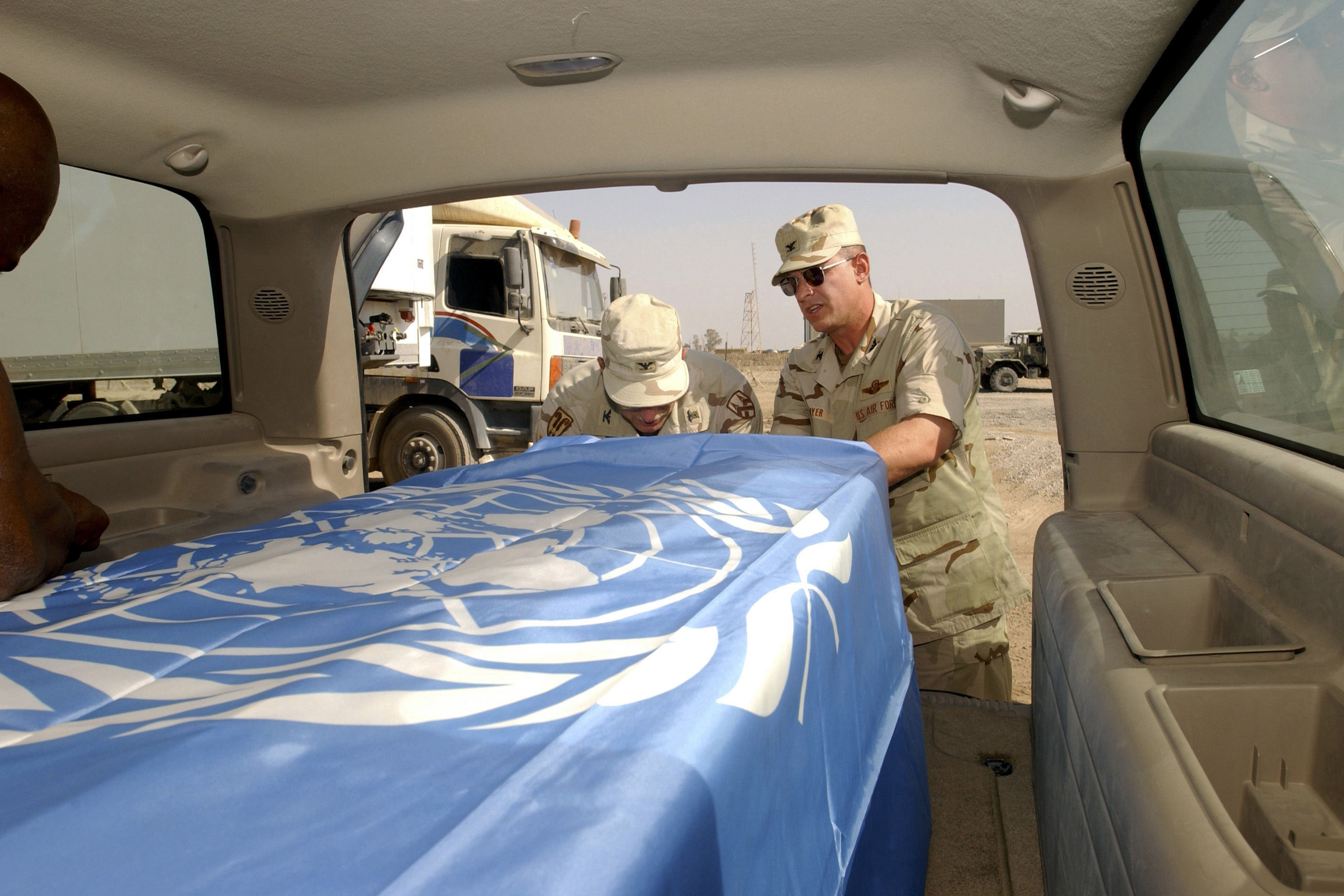
Verladung des Transportsargs für Sérgio Vieira de Mello

Im Buch The Prince of the Marshes beschreibt der britische Autor Rory Stewart seine Erlebnisse am Tag des Anschlags:

“I had wandered past the security point without anyone attempting to search me or ask my business. The Iraqis coming in and out of the compound were good-humored. I had said to my friend that things seemed pretty relaxed. She had replied that the special representative was proud that Iraqis could approach the UN building – unlike in the Green Zone, whose barriers were a half mile from the main offices.
[…] I went to the canteen, where I sat from ten until two in the afternoon, talking to local NGO staff who came in to eat and use the Internet. I particularly liked a Tunisian security advisor who had served in the Balkans and was worried about terrorists targeting the UN.
I left at two, intending to return later in the afternoon to use the Internet. But when I came back at 4:30, a thick column of smoke was rising from either end of the building, families were screaming and pushing at a cordon of U.S. soldiers, and the woman who had served me my salad in the cafeteria was running toward us. In my brief time away from the building, a suicide bomber had driven his truck up beneath De Mello's office window.”

„Ich war am Sicherheitsposten vorbeigegangen, ohne dass jemand versucht hatte, mich zu durchsuchen oder nach meinem Anliegen zu fragen. Die Iraker, die auf dem Gelände ein- und ausgingen, waren gut gelaunt. Ich hatte zu meiner Freundin gesagt, dass alles ziemlich entspannt wirkte. Sie hatte geantwortet, dass der Sonderbeauftragte stolz darauf war, dass die Iraker sich dem UN-Gebäude nähern konnten – anders als in der Grünen Zone, deren Barrieren eine halbe Meile von den Hauptbüros entfernt waren.
[…] Ich ging in die Kantine, wo ich von zehn bis zwei Uhr nachmittags saß und mit den Mitarbeitern der örtlichen NRO sprach, die zum Essen und zur Nutzung des Internets kamen. Besonders gut gefiel mir ein tunesischer Sicherheitsberater, der auf dem Balkan gedient hatte und sich Sorgen machte, dass Terroristen die UN ins Visier nehmen könnten.
Ich ging um zwei Uhr mit der Absicht, später am Nachmittag zurückzukehren, um das Internet zu nutzen. Doch als ich um 16.30 Uhr zurückkam, stieg aus beiden Enden des Gebäudes eine dicke Rauchsäule auf, Familien schrien und drängten gegen eine Absperrung von US-Soldaten, und die Frau, die mir in der Cafeteria meinen Salat serviert hatte, rannte auf uns zu. Während meiner kurzen Abwesenheit vom Gebäude hatte ein Selbstmordattentäter seinen Lastwagen unter das Fenster von De Mellos Büro gefahren.“

## Hintergrund
Abū Musʿab az-Zarqāwī, Führer der terroristischen Organisation Jama'at al-Tawhid wal-Jihad, bekannte sich im April 2004 zu dem Anschlag.
Abū Musʿab az-Zarqāwī zufolge war de Mello explizites Angriffsziel des Anschlags. Er gab hierfür als Grund an, dass de Mello Osttimor zur staatlichen Unabhängigkeit von Indonesien verhalf. Zarqāwī sagte, dass de Mello an der ungesetzlichen Entfernung von Territorium aus dem Islamischen Kalifat beteiligt war und deshalb ein Dieb und Verbrecher sei.

## Folgen
Einen Monat nach dem Anschlag – am 22. September 2003 – gab es einen weiteren Selbstmordanschlag mit einer Autobombe nahe der Hauptverwaltung der Vereinten Nationen in Bagdad. Dabei wurden ein Sicherheitsangestellter getötet und 19 Personen verletzt.
Innerhalb von Wochen wurden nach den Anschlägen die meisten der 600 Mitarbeiter der Vereinten Nationen aus dem Irak abgezogen. Die Anschläge hatten bleibende Auswirkungen auf die Sicherheitsregeln der Vereinten Nationen.

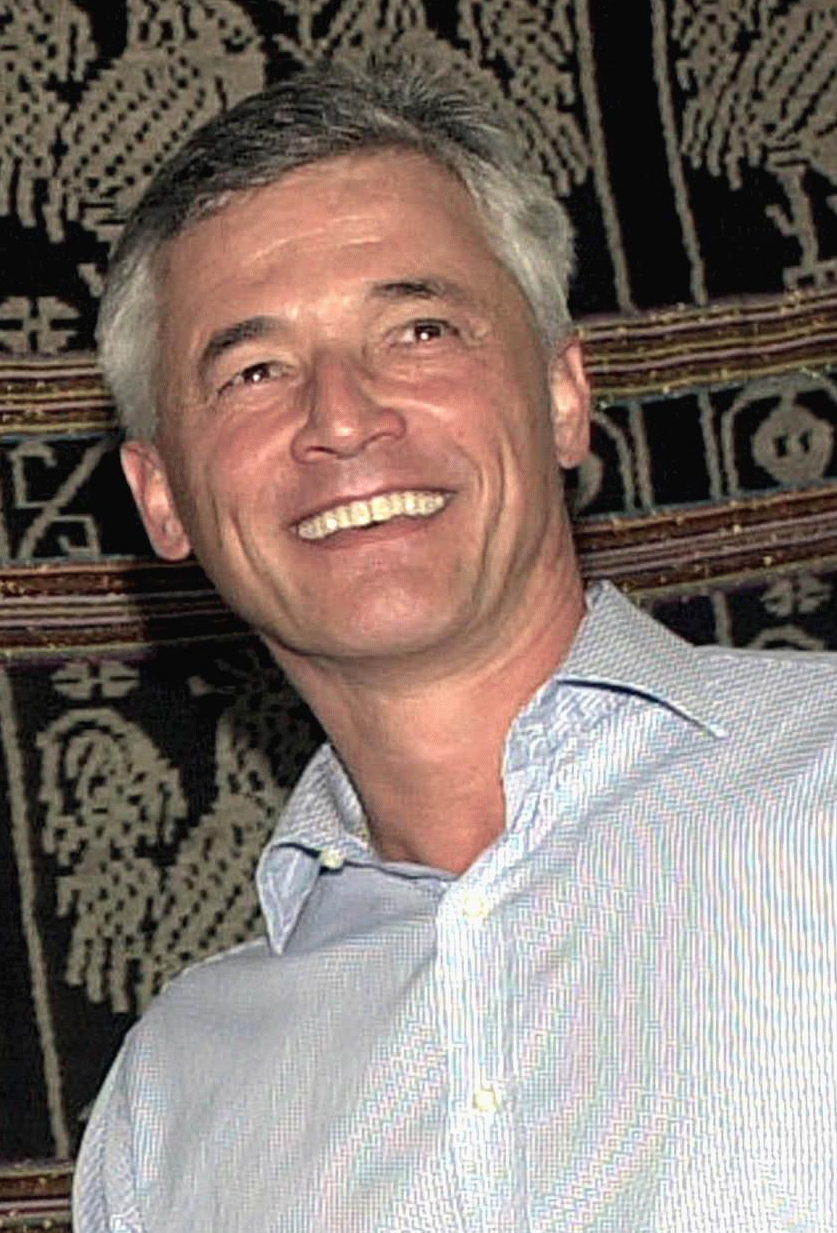
Sérgio Vieira de Mello, 2002

## Opfer
| Name                           | Alter | Nationalität                 | Position                                                                                     |
| ------------------------------ | ----- | ---------------------------- | -------------------------------------------------------------------------------------------- |
| Sérgio Vieira de Mello         | 55    | Brasilien                    | Sondergesandter der Vereinten Nationen, Unterstützungsmission der Vereinten Nationen im Irak |
| Nadia Younes                   | 57    | Ägypten                      | Leiter des Mitarbeiterstabs von Vieira de Mello                                              |
| Fiona Watson                   | 35    | Vereinigtes Königreich       | Im Mitarbeiterstab von Vieira de Mello                                                       |
| Jean-Sélim Kanaan              | 33    | Ägypten, Italien, Frankreich | Im Mitarbeiterstab von Vieira de Mello                                                       |
| Richard Hooper                 | 40    | Vereinigte Staaten           | Senior advisor to the UN Under-Secretary-General for the Department of Political Affairs     |
| Manuel Martín-Oar              | 56    | Spanien                      | Naval captain, Assistent des spanischen special ambassador im Irak                           |
| Christopher Klein-Beekman      | 32    | Kanada                       | Programmkoordinator, UN Children’s Fund                                                      |
| Reham Al-Farra                 | 29    | Jordanien                    | Department of Public Information                                                             |
| Martha Teas                    | 47    | Vereinigte Staaten           | UNOHCI Manager                                                                               |
| Leen Assad Al-Qadi             | 32    | Irak                         | UNOHCI Informationsassistent                                                                 |
| Ranillo Buenaventura           | 47    | Philippinen                  | UNOHCI Sekretariat für Vieira de Mello                                                       |
| Reza Hosseini                  | 43    | Iran                         | UNOHCI Humanitarian affairs officer                                                          |
| Ihsan Taha Husein              | 26    | Irak                         | UNOHCI Fahrer                                                                                |
| Basim Mahmoud Utaiwi           | 40    | Irak                         | UNOHCI Sicherheitspersonal                                                                   |
| Raid Shaker Mustafa Al-Mahdawi | 32    | Irak                         | United Nations Monitoring, Verification and Inspection Commission (UNMOVIC)                  |
| Gillian Clark                  | 47    | Kanada                       | Christian Children’s Fund                                                                    |
| Arthur Helton                  | 54    | Vereinigte Staaten           | Director of peace and conflict studies, U.S. Council on Foreign Relations                    |
| Alya Ahmad Souza               | 54    | Irak                         | Weltbank                                                                                     |
| Khidir Saleem Sahir            |       | Irak                         | Bürger                                                                                       |
| Ali Mohammed Hendi             |       | Irak                         | Bürger                                                                                       |
| Saad Hermis Abona              | 45    | Irak                         | Arbeiter bei einem UN-Zulieferer (Canal Hotel Cafeteria)                                     |
| Omar Kahtan Mohamed Al-Orfali  | 34    | Irak                         | Fahrer/Übersetzer, Christian Children’s Fund                                                 |
| Emaad Ahmed Salman al-Jobody   | 45    | Irak                         | Elektriker                                                                                   |

Marilyn Manuel, eine philippinische Mitarbeiterin bei Vieira de Mello, stand ursprünglich auch als vermisst und vermutlich tot auf der Liste. Sie hatte jedoch überlebt; sie war in ein irakisches Krankenhaus gebracht worden, das ihre Einlieferung nicht an die Vereinten Nationen weitergemeldet hatte.

## Nachforschungen und Vermutungen
In einem Audiomitschnitt, der am 6. April 2004 auf einer Website veröffentlicht und vom CIA als „wahrscheinlich authentisch“ eingestuft wurde, bekannte sich Abū Musʿab az-Zarqāwī zu mehreren Anschlägen, darunter dem vom 19. August 2003.
Im Februar 2006 präsentierte die US-amerikanische TV-Sendung Frontline einen Audiomitschnitt von Zarqawi – möglicherweise den aus April 2004 –, in dem Zarqawi Motive für den Anschlag gab:

“We destroyed the U.N. building, the protectors of Jews, the friends of the oppressors and aggressors. The U.N. has recognized the Americans as the masters of Iraq. Before that, they gave Palestine as a gift to the Jews so they can rape the land and humiliate our people. Do not forget Bosnia, Kashmir, Afghanistan and Chechnya.”

Im Dezember 2004 hielt auch die Jamestown Foundation Abu Musab al-Zarqawi und seine Organisation Jama'at al-Tawhid wal-Jihad für verantwortlich für diesen Anschlag.
Die italienische Zeitung Corriere della Sera identifizierte den Selbstmordattentäter als den Algerier Fahdal Nassim. Andere Spekulationen zogen Baathisten, militärische Sunniten oder Schiiten oder organisierte Verbrecherbanden in Betracht.
Awraz Abd Aziz Mahmoud Sa'eed, bekannt als al-Kurdi, gab zu, den Terrorangriff für Abu Mussab al-Zarqawi geplant zu haben. Al-Kurdi wurde 2005 von US-Kräften gefangen genommen und von einem irakischen Gericht zum Tode verurteilt; das Todesurteil wurde am 3. Juli 2007 durch Erhängen vollstreckt.

## Nachwirkung
Kofi Annan, Generalsekretär der Vereinten Nationen, verkündete, dass die Anschläge nicht die Bemühungen der Vereinten Nationen stoppen werden, den Irak wiederaufzubauen:

“Nothing can excuse this act of unprovoked and murderous violence against men and women who went to Iraq for one purpose only: to help the Iraqi people recover their independence and sovereignty, and to rebuild their country as fast as possible, under leaders of their own choosing.”

Die Tochter des schwerverletzt überlebenden Gil Loescher, die Filmemacherin Margaret Loescher, produzierte 2004 einen Film über die Erlebnisse ihres Vaters mit dem Titel Pulled from the Rubble.
Am 11. Dezember 2008 verabschiedeten die Vereinten Nationen eine Resolution die humanitäre Hilfe betreffend. Hierin wird das in der humanitären Hilfe unter dem Dach der Vereinten Nationen tätige Personal gewürdigt, und im Gedenken an die 22 Opfer des Terroranschlags vom 19. August 2003 wurde mit dieser Resolution der Welttag der humanitären Hilfe – wiederkehrend am 19. August – ausgerufen.